# Zelmar Gueñol
Zelmar Gueñol, cuyo verdadero nombre era Zelmar José Daniel Guégnolle (Buenos Aires, 21 de julio de 1920-Buenos Aires, 9 de mayo de 1985) fue un actor de radio, cine, teatro y televisión.

## Carrera profesional
Participó de “Los Bohemios”, un grupo de humoristas reunido por Mario Pugliese (Cariño) que actuaba en los barrios y llegó a hacerlo en un teatro céntrico, para después trabajar en radio al ser descubiertos por Jaime Yankelevich. En 1938 trabajó en Radio Rivadavia interpretando el personaje de Don Sócrates, con libreto de Máximo Aguirre. En 1940 participó del exitoso programa cómico Gran Pensión El Campeonato que, auspiciado por la empresa Jabón Federal se transmitía los domingos al mediodía, que se prolongó durante 10 temporadas y en el cual Gueñol hacía el personaje representavivo del Racing Club. En 1941 integra el elenco inicial de La Cruzada del Buen Humor, un programa de Radio Belgrano que alcanzaría las 183 emisiones consecutivas y proseguiría luego su éxito en Radio El Mundo. Al separarse Tito Martínez del Box el programa prosigue como Los Cinco Grandes del Buen Humor que eran Juan Carlos Cambón, Guillermo Rico, Jorge Luz, Rafael Carret y Zelmar Gueñol. Al fallecer Cambón en 1955 el nombre cambió a Los Grandes del Buen Humor y subsistió hasta 1964.
Gueñol era el intelectual del grupo al par de humorista sutil e incisivo, desarrolló una actividad importante en la Asociación Argentina de Actores durante 1947 a 1949 y trabajó también el teatro. Se recuerda especialmente por las excelentes críticas que mereció, su interpretación del papel principal en la obra Cyrano de Bergerac, acompañado por Nelly Meden y Walter Santa Ana en el Teatro Botánico en la década de 1960. Otras obras en las que intervino fueron Don Gil de las calzas verdes y Orquesta de señoritas.
En cine tuvo un papel coprotagónico en Breve cielo (1969) y roles de reparto destacados en La guerra del cerdo (1975) y Camila (1984).
Estuvo casado con la actriz Josefina Ríos y falleció en Buenos Aires el 9 de mayo de 1985 por un ataque cardíaco.

## Filmografía
Actor
- Camila (1984)
- Todo o nada (1984) …Aníbal
- La Rosales (1984)
- Furia en la isla (1976) …Ambrosio
- La guerra del cerdo (1975)
- No hay que aflojarle a la vida (1975)
- Los gauchos judíos (1974)
- En una playa junto al mar (1971)
- Simplemente una rosa (1971)
- Un guapo del 900 (1971)
- Un gaucho con plata (1970)
- El profesor hippie (1969)
- Breve cielo (1969)
- Humo de marihuana (1968) …Policía
- Che, OVNI (1968)
- El gran robo (1968)
- El reñidero (1965) …Don Luciano
- Lucía (Inédita) (1963)
- Los inocentes (1963) …Leiva Fuentes
- Propiedad (1962)
- El perseguidor (1962)
- África ríe (1956)
- El satélite chiflado (1956)
- Los peores del barrio (1955)
- Veraneo en Mar del Plata (1954)
- Desalmados en pena (1954)
- Trompada 45 (1953)
- La patrulla chiflada (1952)
- Vigilantes y ladrones (1952) …Zelmar
- Locuras, tiros y mambo (1951)
- Fantasmas asustados (1951)… Zelmar
- Cinco grandes y una chica (1950)
- Cinco locos en la pista (1950)
- Cuidado con las imitaciones (1948)
- Lucrecia Borgia (1947)
- El fabricante de estrellas (1943) …Él mismo

Temas musicales
- El satélite chiflado (1956)

## Televisión
- El pulpo negro  (miniserie) (1985)  Dueño de la funeraria
- Verónica: El rostro del amor (serie) (1982)
- El solitario (miniserie) (1980) …Víctor Deliot
- Los físicos (telefilme)  (1972)
- Malevo  (serie) (1972)…Ricci
- Politikabaret (1971)
- Muchacha italiana viene a casarse  (serie) (1969)…Patricio
- Candilejas (serie) (1965)…Emilio y Don Julián
- Show Rambler  (serie) (1965)
- Olegario (telefilme) (1964)